# Cúp Vince Lombardi
Cúp Vince Lombardi (tiếng Anh: Vince Lombardi Trophy), còn được gọi đơn giản là Lombardi Trophy hoặc  Lombardi, là chiếc cúp được trao hằng năm cho đội chiến thắng trong trận tranh chức vô địch của Giải Bóng bầu dục Quốc gia (NFL) – Super Bowl. Chiếc cúp được đặt tên để vinh danh vị huấn luyện viên Vince Lombardi, người đã dẫn dắt Green Bay Packers giành chiến thắng trong hai trận Super Bowl đầu tiên.
Trong bữa trưa với ủy viên NFL Pete Rozelle năm 1966, phó chủ tịch Tiffany & Co. Oscar Riedner đã thực hiện hình vẽ phác thảo về thứ sẽ trở thành Cúp Vince Lombardi : quả bóng bầu dục ở tư thế chuẩn bị được đá trên bệ có ba mặt lõm. Chiếc cúp ban đầu được sản xuất bởi Tiffany & Co. tại Newark, New Jersey. Những chiếc cúp khác khác đã được làm thủ công bởi công ty ở Parsippany, New Jersey. Tính đến năm 2017, cúp được sản xuất tại cơ sở sản xuất Tiffany & Co. Forest Hill ở Cumberland, Rhode Island.
Chiếc cúp đầu tiên có dòng chữ "World Professional Football Championship", ("Giải vô địch bóng bầu dục chuyên nghiệp thế giới") được trao cho Green Bay Packers vào ngày 15 tháng 1 năm 1967, sau khi họ đánh bại Kansas City Chiefs trong Super Bowl I. Sau cái chết của Vince Lombardi vào tháng 9 năm 1970, chiếc cúp chính thức được đổi tên để tưởng nhớ ông. Nó được trao lần đầu tiên với tên gọi cúp Vince Lombardi cho Baltimore Colts sau chiến thắng của họ trước Dallas Cowboys trong Super Bowl V.